# 刘雅琴
刘雅琴（1951年6月—），女，汉族，天津宝坻人，中华人民共和国政治人物。曾任辽宁省纪委副书记、省监察厅副厅长、沈阳市政协主席、沈阳市委副书记，第十一届全国政协委员。

## 生平
1951年6月，生于今天津市宝坻区。1968年9月，参加工作，作为知青被分配至辽宁省法库县叶茂台公社薄坨子大队。1970年12月，加入中国共产党。1971年9月至1974年7月，任辽宁省法库县叶茂台公社团委书记。1974年7月至1974年9月，任辽宁省法库县叶茂台公社革委会副主任。1974年9月至1977年1月，任辽宁省法库县叶茂台公社党委副书记、革委会副主任；1977年1月至1978年3月，任辽宁省法库县人民银行副行长。1978年3月至1980年12月，任辽宁省法库县医药公司副经理。1980年12月至1983年9月，任辽宁省法库县商业局党委副书记、副局长。1983年9月至1985年7月，于辽宁师范大学政治系党政干部基础理论专业学习。1985年7月至1985年12月任辽宁省法库县委整党办综合组组长。1985年12月至1987年5月任辽宁省法库县县长助理。1987年5月至1991年9月任辽宁省法库县副县长。
1991年9月至1994年5月，任铁岭市银州区区委副书记。1994年5月至1995年7月，任铁岭市纪委副书记、市监察局局长。1995年7月至1998年12月，任辽宁省纪委常委。1993年9月至1996年6月，于辽宁大学法律系经济法专业自考大学学习。1998年12月至2001年10月任辽宁省纪委常委、省监察厅副厅长。2001年10月至2002年1月，任辽宁省纪委副书记、省监察厅副厅长。2002年1月至2004年1月，任辽宁省纪委副书记。2004年1月至2004年5月，任辽宁省纪委副书记，沈阳市委副书记、市纪委书记。2004年5月至2008年1月，任沈阳市委副书记、市纪委书记。2008年1月7日至2013年1月，任辽宁省沈阳市政协主席。2008年，当选第十一届全国政协委员，代表特别邀请人士，分入第五十八组。